# Kazuo Hasegawa
Pour les articles homonymes, voir Hasegawa.
Kazuo Hasegawa (長谷川 一夫, Hasegawa Kazuo), né le 27 février 1908 à Fushimi et mort le 6 avril 1984 à Tokyo, est un acteur japonais.

## Biographie
Kazuo Hasegawa est principalement connu pour ses rôles principaux dans les films La Porte de l'enfer de Teinosuke Kinugasa et Les Amants crucifiés de Kenji Mizoguchi, et pour avoir incarné Zenigata Heiji, détective de l'époque d'Edo, dans de nombreux films.
Il a tourné dans près de 300 films entre 1927 et 1963.

## Filmographie partielle

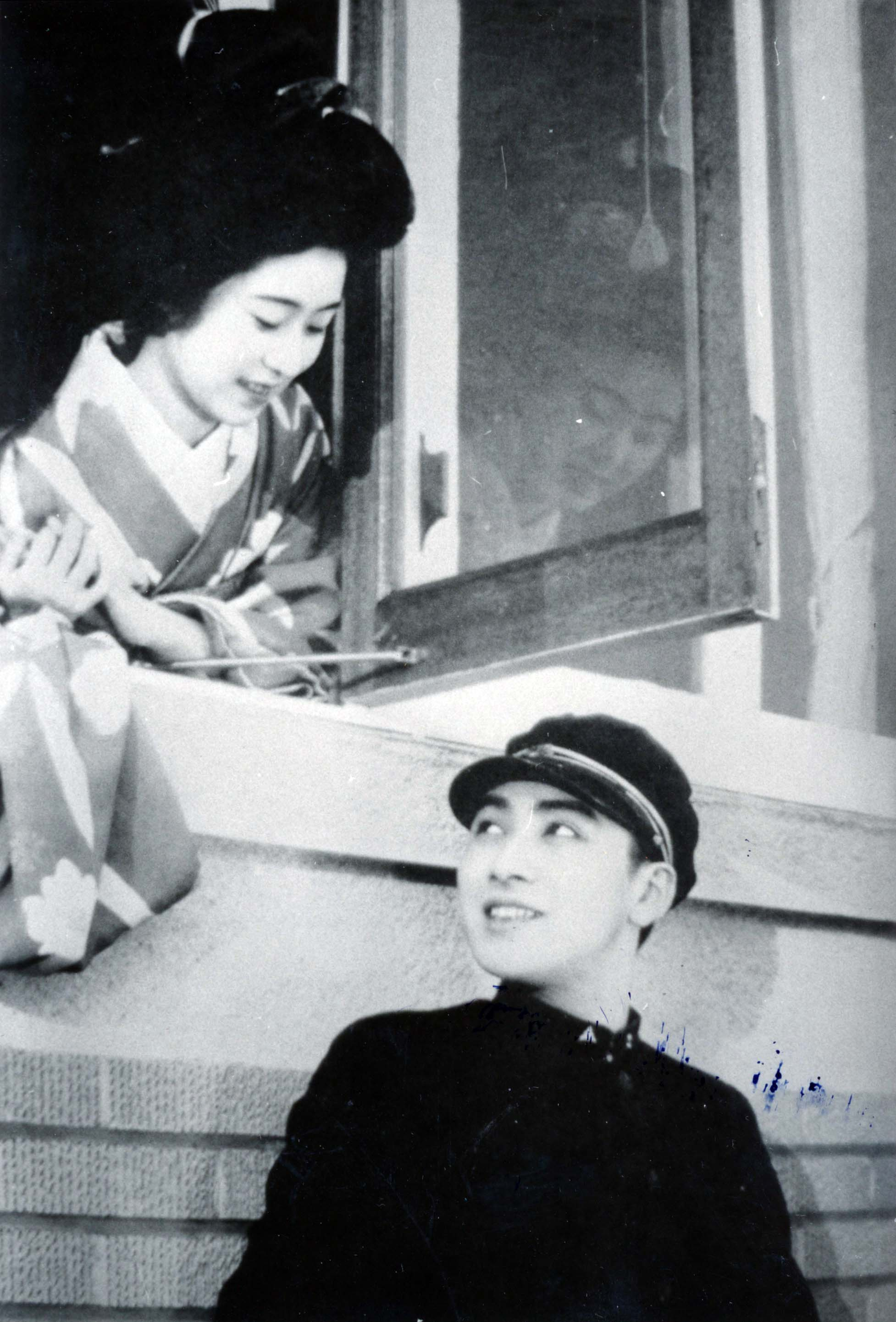
Kinuyo Tanaka et Kazuo Hasegawa dans Le Démon de l'or (1932).

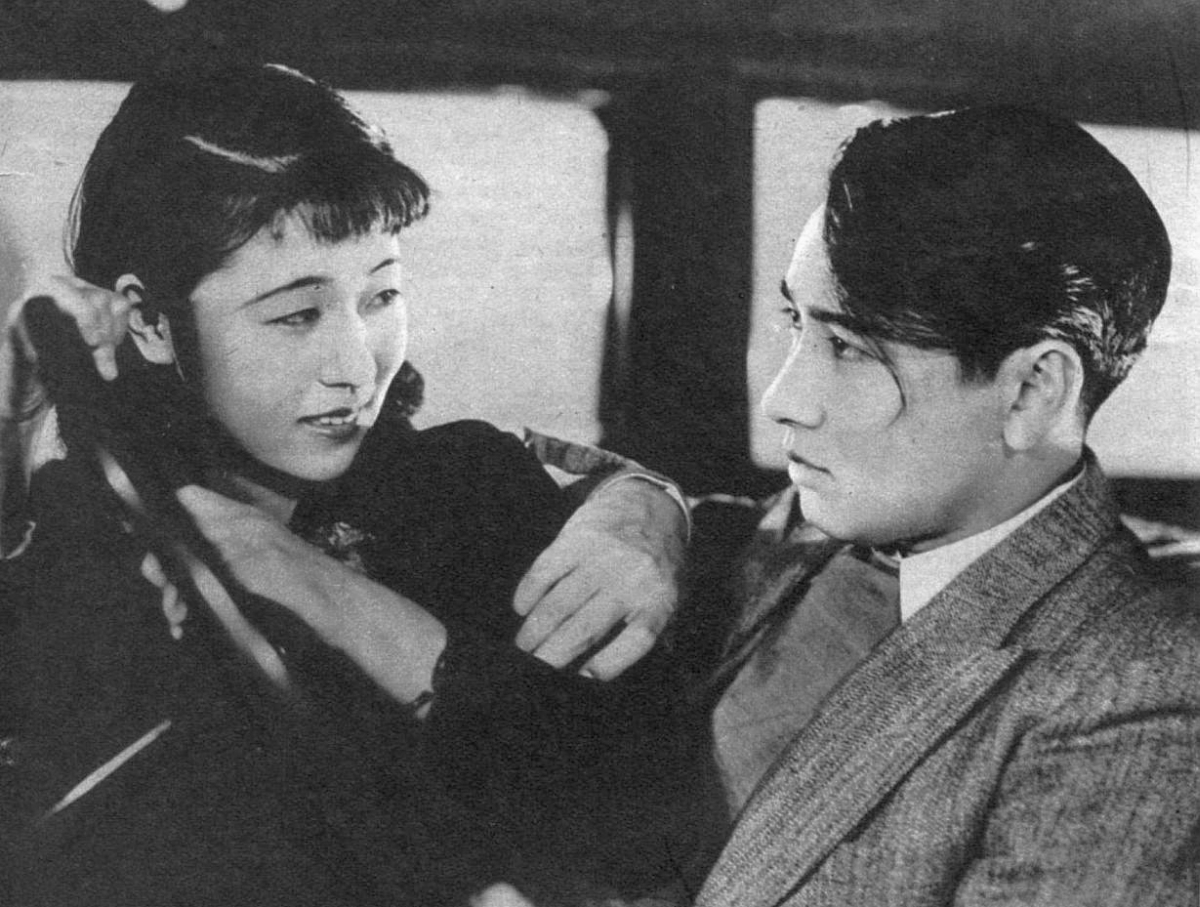
Kinuyo Tanaka et Kazuo Hasegawa dans Mon frère aîné (1934).

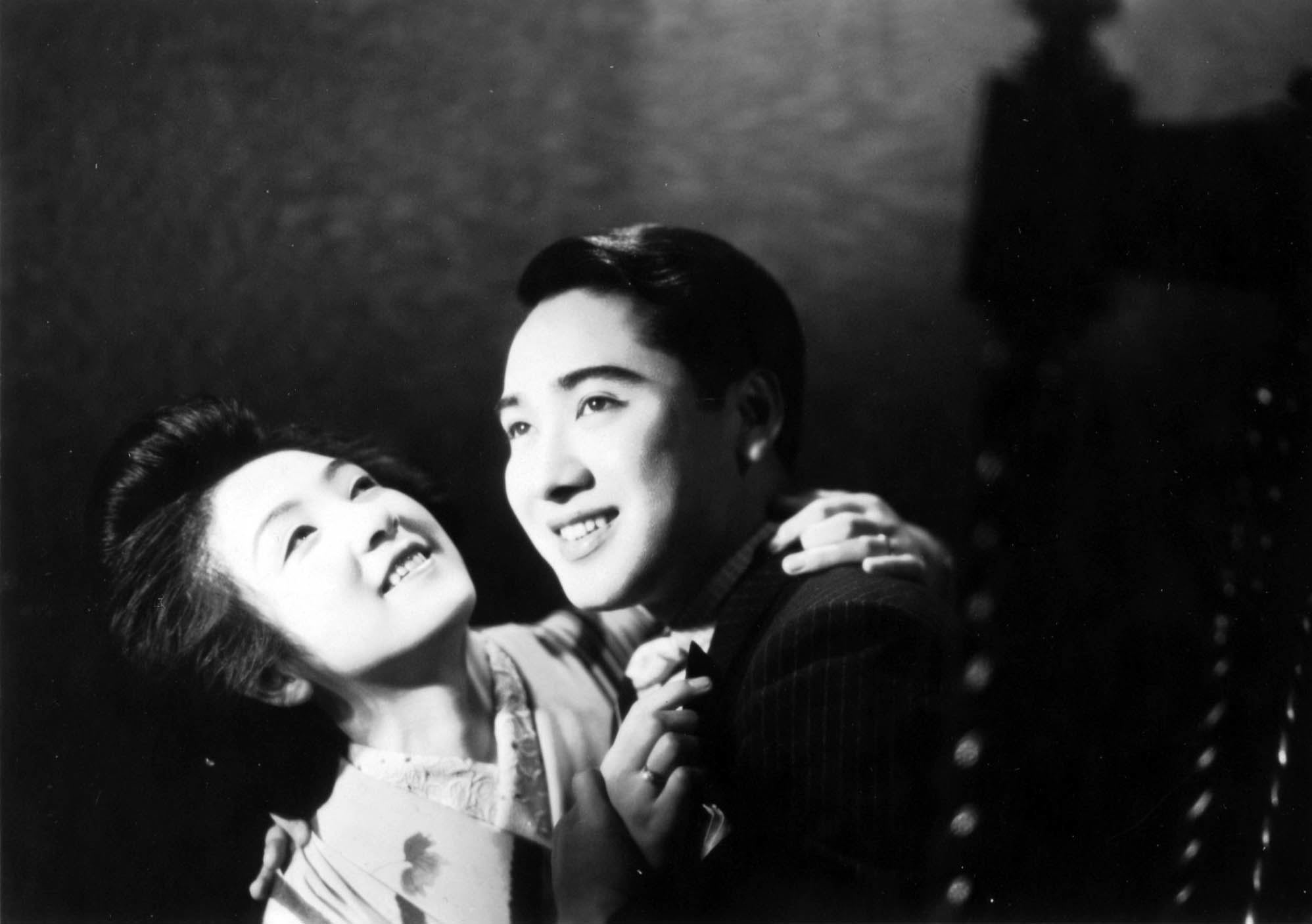
Hiroko Kawasaki et Kazuo Hasegawa dans Rêve de jeune marié (1935).

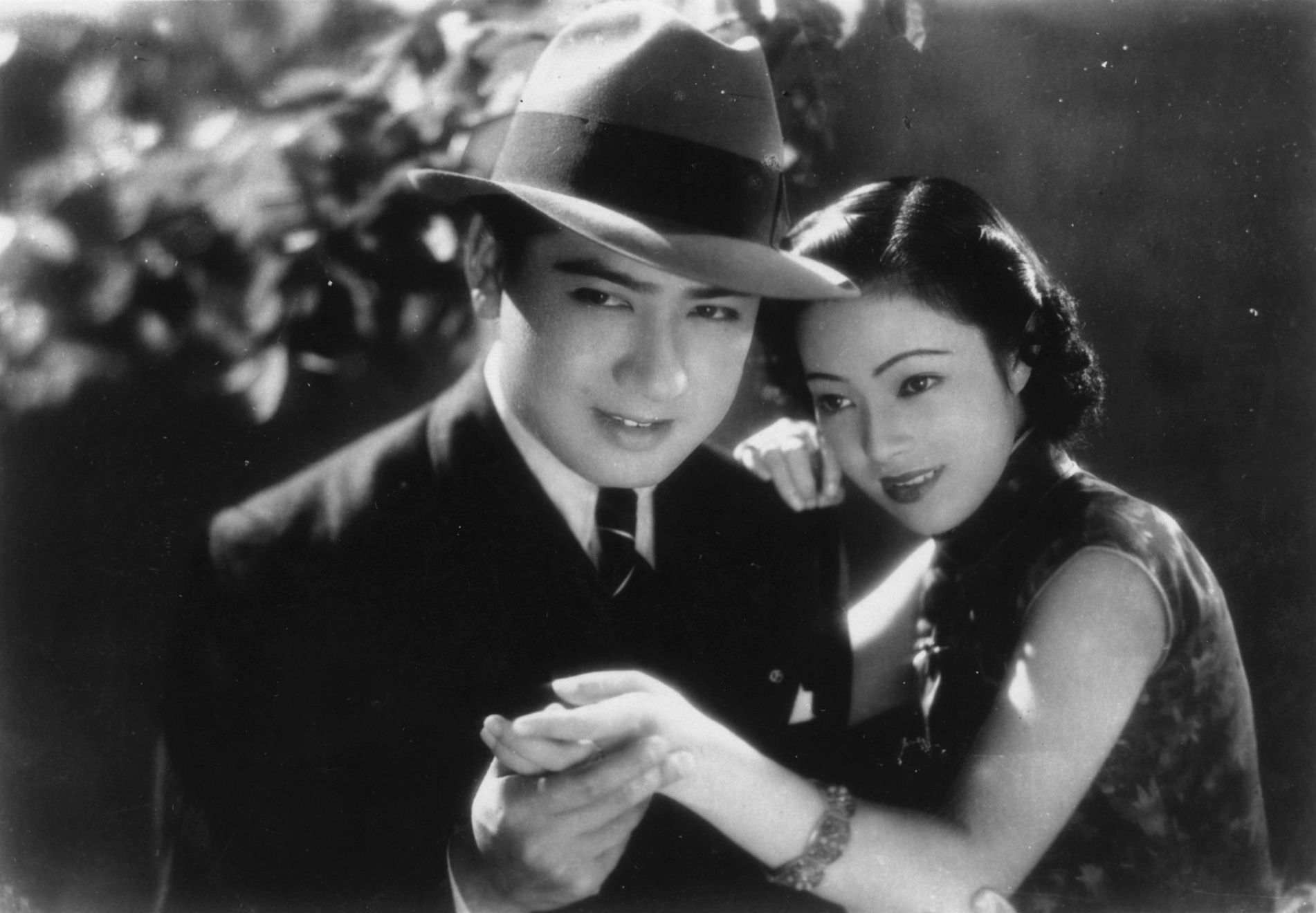
Kazuo Hasegawa et Yoshiko Ōtaka dans Byakuran no uta (1939).

### Les années 1920
- 1927 : Chigo no kenpō (稚児の剣法?) de Minoru Inuzuka
- 1927 : Kichiza l'efféminé (お嬢吉三, Ojō Kichizō?) de Teinosuke Kinugasa
- 1927 : Rangun (乱軍?) de Minoru Inuzuka
- 1927 : Le Chardon démoniaque (鬼あざみ, Oni azami?) de Teinosuke Kinugasa
- 1927 : L'Époque du loyalisme (勤王時代, Kin'ō jidai?) de Teinosuke Kinugasa
- 1927 : Itawari Asatarō (板割浅太郎?) de Minoru Inuzuka
- 1927 : Le Couple d'étoiles (女夫星, Meoto boshi?) de Teinosuke Kinugasa
- 1927 : Les Bateaux du gouverneur (御用船, Goyōsen?) de Teinosuke Kinugasa
- 1927 : Yabure amigasa (破れ編笠?) de Minoru Inuzuka
- 1927 : Un héros à l'ombre (暁の勇士, Akatsuki no yūshi?) de Teinosuke Kinugasa
- 1927 : L'Épée folle sous la lune (月下の狂刃, Gekka no kyōjin?) de Teinosuke Kinugasa
- 1928 : L'Enfant Benten (弁天小僧, Benten kozō?) de Teinosuke Kinugasa
- 1928 : Le Carnet secret de Kyoto (京洛秘帖, Kyōraku hijō?) de Teinosuke Kinugasa
- 1928 : Chronique d'un pays marin (海国記, Kaikokuki?) de Teinosuke Kinugasa
- 1928 : Les Regrets du démon (長恨夜叉, Chōkun yasha?) de Teinosuke Kinugasa
- 1928 : Ken no chikemuri (剣の血煙?) d'Eiichi Koishi (ja)
- 1929 : Kuruheru meikun (狂へる名君?) de Kintarō Inoue

### Les années 1930
- 1930 : Naozamurai (直侍?) de Kintarō Inoue
- 1930 : Katawa hina (かたわ雛?) de Kintarō Inoue
- 1930 : Kamata biggu parēdo蒲田ビックパレード (?) de Yasujirō Shimazu
- 1931 : Fubuki ni sakebu ōkami (吹雪に叫ぶ狼?) de Taizō Fuyushima (ja)
- 1931 : Avant l'aube (黎明以前, Reimei izen?) de Teinosuke Kinugasa
- 1931 : Batō no zeni: Keshō bosatsu no maki (馬頭の銭 化粧菩薩の巻?) de Kintarō Inoue
- 1931 : Kagoya dainagon (かごや大納言?) de Buntarō Futagawa
- 1931 : Batō no zeni: Ōgon hen ranbu no maki (馬頭の銭 黄金篇乱舞の巻?) de Kintarō Inoue
- 1931 : Nagebushi Yanosuke: Michinoku no maki (投げ節弥之助 みちのくの巻?) de Buntarō Futagawa
- 1931 : Nagebushi Yanosuke: Edo no maki (投げ節弥之助 江戸の巻?) de Buntarō Futagawa
- 1932 : Yajikitā: Bijin sodoki (弥次喜多 美人騒動?) de Buntarō Futagawa
- 1932 : Le Démon de l'or (金色夜叉, Konjiki yasha?) de Hōtei Nomura
- 1932 : Nezumi kozō Jirokichi (鼠小僧次郎吉?) de Teinosuke Kinugasa
- 1932 : Nippon (Nippon: Liebe und Leidenschaft in Japan) de Carl Koch
- 1932 : L'Avancée de l'armée (陸軍大行進, Rikugun daikōshin?) de Hiroshi Shimizu, Yasushi Sasaki, Kazuo Ishikawa, Minoru Matsui, Kintarō Inoue et Tetsuji Watanabe
- 1932 : Edo gonomi: Ryōgoku sōshi (江戸ごのみ 両国双紙?) de Kintarō Inoue
- 1932 : Kamiyui shinza (髪結新三?) de Buntarō Futagawa
- 1932 : Dotō no kishi (怒濤の騎士?) de Kintarō Inoue
- 1932 : Le Coucou (不如帰, Hototogisu?) de Heinosuke Gosho
- 1932 : Les 47 Rōnin I (忠臣蔵 前篇 赤穂京の巻, Chūshingura: Akō Kyō no maki?) de Teinosuke Kinugasa
- 1932 : Les 47 Rōnin II (忠臣蔵 後篇 江戸の巻, Chūshingura: Edo no maki?) de Teinosuke Kinugasa
- 1932 : Adauchi kyōdai kagami (仇討兄弟鑑?) de Buntarō Futagawa
- 1933 : Tenichibo et Iganosuke (天一坊と伊賀亮, Ten'ichibō to Iganosuke?) de Teinosuke Kinugasa
- 1933 : Les Deux Lanternes (二つ燈籠, Futatsu dōrō?) de Teinosuke Kinugasa
- 1933 : Ginpei de Koina (鯉名の銀平, Koina no Ginpei?) de Teinosuke Kinugasa : Koina no Ginpei
- 1933 : Yajikita (弥次喜多?) de Kintarō Inoue
- 1934 : Tokijiro Kutsukate (沓掛時次郎, Kutsukate Tokijirō?) de Teinosuke Kinugasa
- 1934 : Ishii Tsuneemon (石井常右衛門?) de Tatsuo Ōsone
- 1934 : Meireki mei kenshi (明暦名剣士?) de Kintarō Inoue
- 1934 : Une épée entre en scène (一本刀土俵入り, Ippongatana dohyōiri?) de Teinosuke Kinugasa
- 1934 : Rinzō shusse tabi (林蔵出世旅?) de Buntarō Futagawa
- 1934 : Mon frère aîné (私の兄さん, Watashi no niisan?) de Yasujirō Shimazu : Fumio
- 1934 : Kyōkaku Soga (侠客曾我?) de Kintarō Inoue
- 1935 : Rêve de jeune marié (花婿の寝言, Hanamuko no negoto?) de Heinosuke Gosho : jeune marié
- 1935 : Haha no ai (母の愛?) de Yoshinobu Ikeda
- 1935 : Ushimatsu, l'homme de l'ombre (くらやみの丑松, Kurayami no Ushimatsu?) de Teinosuke Kinugasa
- 1935 : La Vengeance d'un acteur I (雪之丞変化 第一篇, Yukinojō henge: Daiippen?) de Teinosuke Kinugasa
- 1935 : La Vengeance d'un acteur II (雪之丞変化 第二篇, Yukinojō henge: Dainihen?) de Teinosuke Kinugasa
- 1935 : Tenpō Yasubei (天保安兵衛?) de Minoru Inuzuka
- 1936 : La Vengeance d'un acteur III (雪之丞変化 解決篇, Yukinojō henge: Kanketsu hen?) de Teinosuke Kinugasa
- 1936 : Onatsu Seijūrō (お夏清十郎?) de Minoru Inuzuka
- 1936 : Arakawa no Sakichi (荒川の佐吉?) de Tatsuo Ōsone
- 1936 : Odoru meikun (踊る名君?) de Kintarō Inoue
- 1937 : La Bataille d'été à Osaka (大阪夏の陣, Ōsaka natsu no jin?) de Teinosuke Kinugasa
- 1937 : Tabi no kagerō (旅の陽炎?) de Minoru Inuzuka
- 1937 : Genroku kaikyo yotan: Tsuchiya Chikara rakka hen (元禄快挙余譚 土屋主税 落花の巻?) de Minoru Inuzuka
- 1937 : Suzugamori (鈴ヶ森?) de Kintarō Inoue
- 1937 : Genroku kaikyo yotan: Tsuchiya Chikara setsukai hen (元禄快挙余譚 土屋主税 雪解篇?) de Minoru Inuzuka
- 1938 : L'Amour de Tojuro (藤十郎の恋, Tōjurō no koi?) de Kajirō Yamamoto
- 1938 : Tsuruhachi et Tsurujiro (鶴八鶴次郎, Tsuruhachi Tsurujirō?) de Mikio Naruse : Tsuruhachi
- 1938 : Gekka no wakamusha (月下の若武者?) de Nobuo Nakagawa
- 1939 : Les 47 rōnin I (忠臣蔵 前篇, Chūshingura: Zenpen?) d'Eisuke Takizawa
- 1939 : Les 47 rōnin II (忠臣蔵 後篇, Chūshingura : Kōhen?) de Kajirō Yamamoto
- 1939 : Echigo jishi matsuri (越後獅子祭?) de Kunio Watanabe
- 1939 : Byakuran no uta (白蘭の歌?) de Kunio Watanabe

### Les années 1940

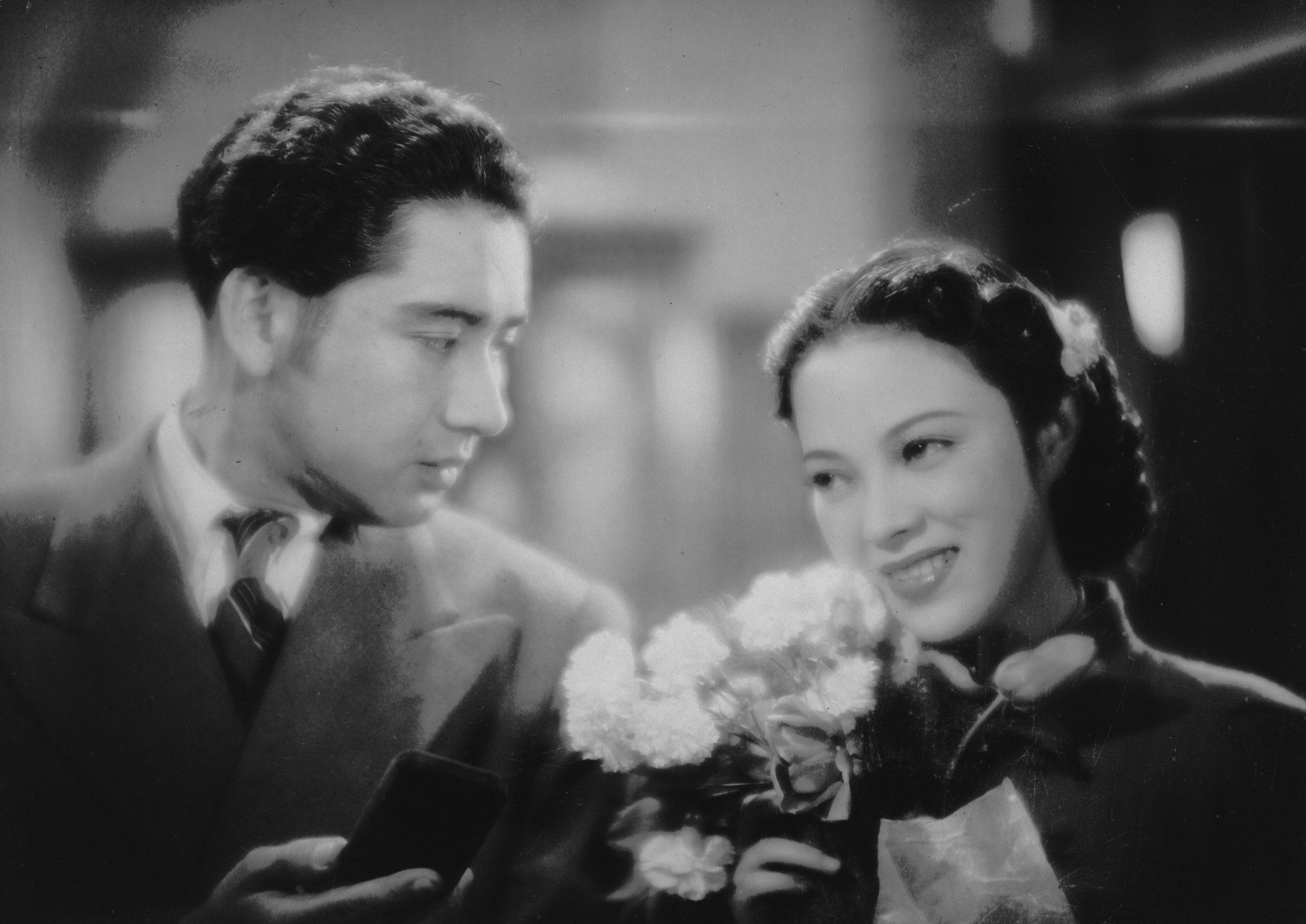
Kazuo Hasegawa et Yoshiko Ōtaka dans Nuits de Chine (1940).

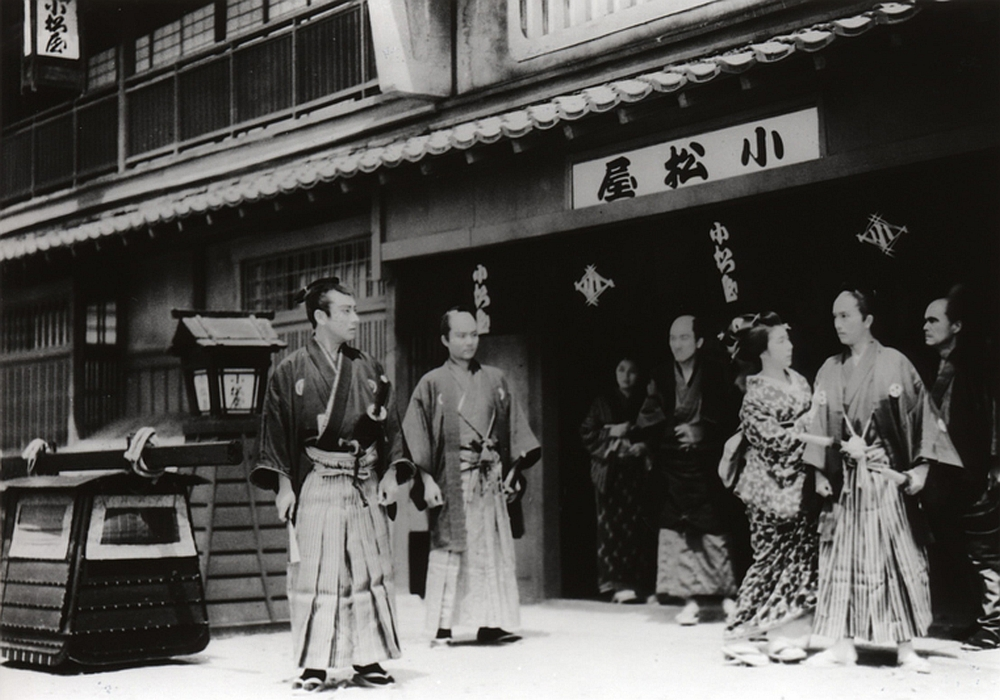
De g. à d. : Kazuo Hasegawa, Akitake Kōno, Kinuyo Tanaka et Senshō Ichikawa dans Histoire de l'arc au temple de Sanjusangendo (1945).

- 1940 : La Princesse serpent I (蛇姫様, Hebihime-sama?) de Teinosuke Kinugasa : Sentarō
- 1940 : Nuits de Chine (支那の夜, Shina no yoru?) d'Osamu Fushimizu : Tetsuo Hase
- 1940 : La Princesse serpent II (続蛇姫様, Zoku hebihime-sama?) de Teinosuke Kinugasa : Sentarō
- 1940 : Le Ciel en flammes (燃ゆる大空, Moyuru ōzora?) de Yutaka Abe
- 1940 : Nessa no chikai: Zenpen (熱砂の誓ひ 前篇?) de Kunio Watanabe : Kenji Sugiyama
- 1940 : Nessa no chikai: Kōhen (熱砂の誓ひ 後篇?) de Kunio Watanabe : Kenji Sugiyama
- 1941 : L'Homme qui a disparu hier (昨日消えた男, Kinō kieta otoko?) de Masahiro Makino : Bunkichi
- 1941 : Iemitsu to Hikoza (長谷川・ロッパの 家光と彦左, Hasegawa Roppa no Iemitsu to Hikoza?) de Masahiro Makino
- 1941 : La Danseuse d'Awa (阿波の踊子, Awa no odoriko?) de Masahiro Makino
- 1941 : La Bataille de Kawanakajima (川中島合戦, Kawanakajima kassen?) de Teinosuke Kinugasa
- 1941 : Le Chemin de gloire d'un homme (男の花道, Otoko no hanamichi?) de Masahiro Makino
- 1942 : L'Homme qui attendait (待って居た男, Matte ita otoko?) de Masahiro Makino
- 1942 : Généalogie d'une femme I (婦系図, Onna keizu?) de Masahiro Makino : Hayase
- 1942 : Généalogie d'une femme II (続婦系図, Zoku onna keizu?) de Masahiro Makino : Hayase
- 1942 : Omokage no machi (おもかげの街?) de Ryō Hagiwara
- 1943 : Ina no Kantarō (伊那の勘太郎?) d'Eisuke Takizawa
- 1943 : Ongaku daishingun (音楽大進軍?) de Kunio Watanabe
- 1943 : En avant le drapeau de l'indépendance ! (進め独立旗, Susume dokuritsuki?) de Teinosuke Kinugasa
- 1943 : Himetaru kakugo (秘めたる覚悟?) d'Eisuke Takizawa
- 1944 : Le Chemin du drame (芝居道, Shibaidō?) de Mikio Naruse
- 1944 : Inochi no minato (命の港?) de Kunio Watanabe
- 1945 : Ato ni tsuzuku o shinzu (後に続くを信ず?) de Kunio Watanabe
- 1945 : Histoire de l'arc au temple de Sanjusangendo (三十三間堂通し矢物語, Sanjūsangendō tōshiya monogatari?) de Mikio Naruse : Kanbei
- 1946 : Scène en cyprès (檜舞台, Hinoki butai?) de Shirō Toyoda
- 1946 : Seigneur d'un soir (或る夜の殿様, Aru yo no tonosama?) de Teinosuke Kinugasa
- 1947 : Mille et une nuits avec la Toho (東宝千一夜, Tōhō Sen'ichiya?) de Kon Ichikawa
- 1947 : Sakura ondo: Kyō wa odotte (さくら音頭 今日は踊って?) de Kunio Watanabe
- 1947 : Bonbon (ぼんぼん?) de Kiyoshi Saeki
- 1948 : Les fantômes meurent à l'aube (幽霊暁に死す, Yūrei akatsuki ni shisu?) de Masahiro Makino
- 1948 : Les Rémoras I (小判鮫 第一部 怒濤篇, Kobanzame: Daiichibu: Dotō hen?) de Teinosuke Kinugasa
- 1949 : Les Rémoras II (小判鮫 第二部 愛憎篇, Kobanzame: Dainibu: Aizō hen?) de Teinosuke Kinugasa
- 1949 : Zenigata Heiji torimonohikae: Heiji happyakuyachō (銭形平次捕物控 平次八百八町?) de Kiyoshi Saeki : Zenigata Heiji
- 1949 : Le Domaine de Koga (甲賀屋敷, Koga yashiki?) de Teinosuke Kinugasa
- 1949 : Hebihime dōchū (蛇姫道中?) de Keigo Kimura et Santarō Marune

### Les années 1950

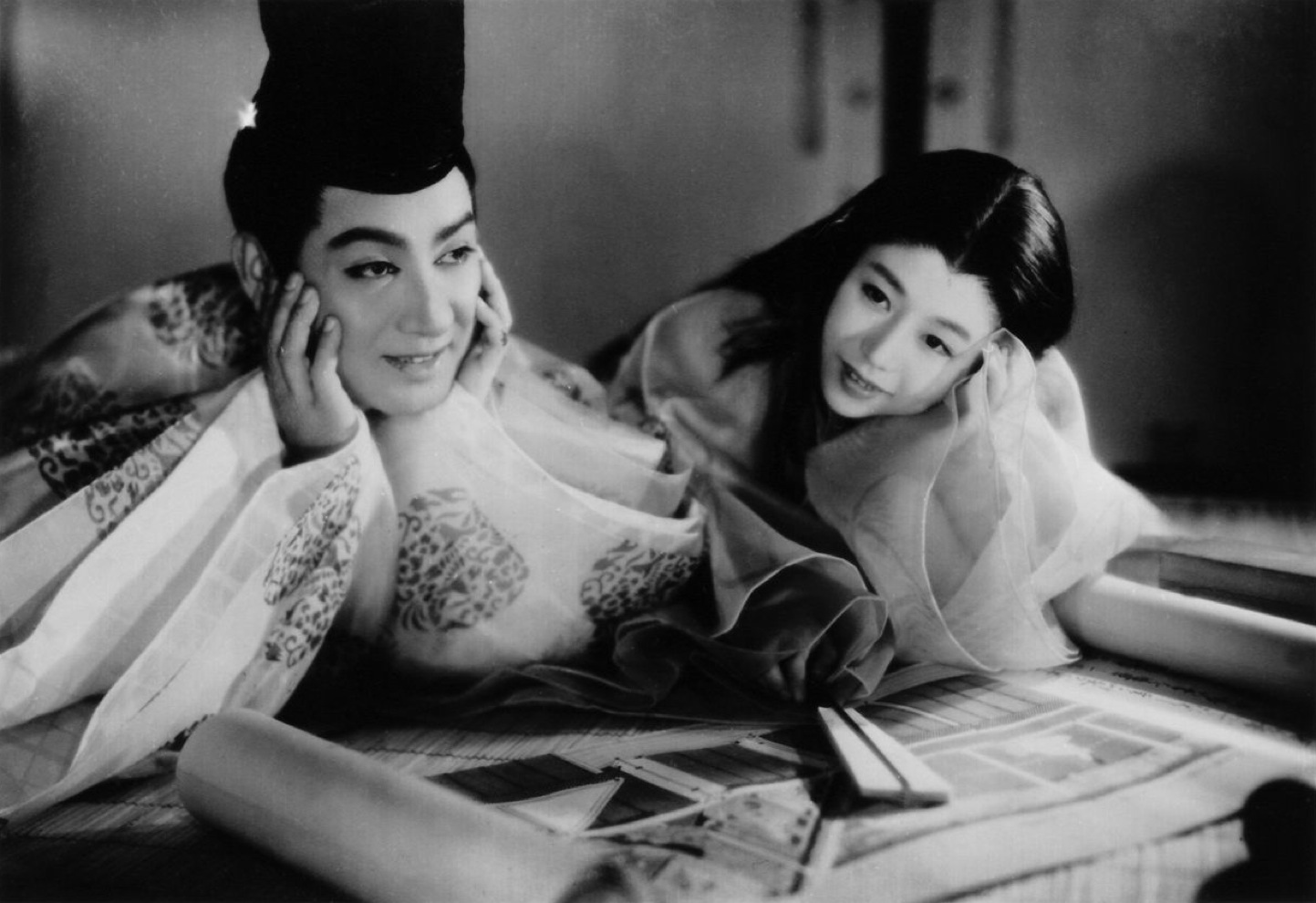
Kazuo Hasegawa et Nobuko Otowa dans Le Roman de Genji (1951).

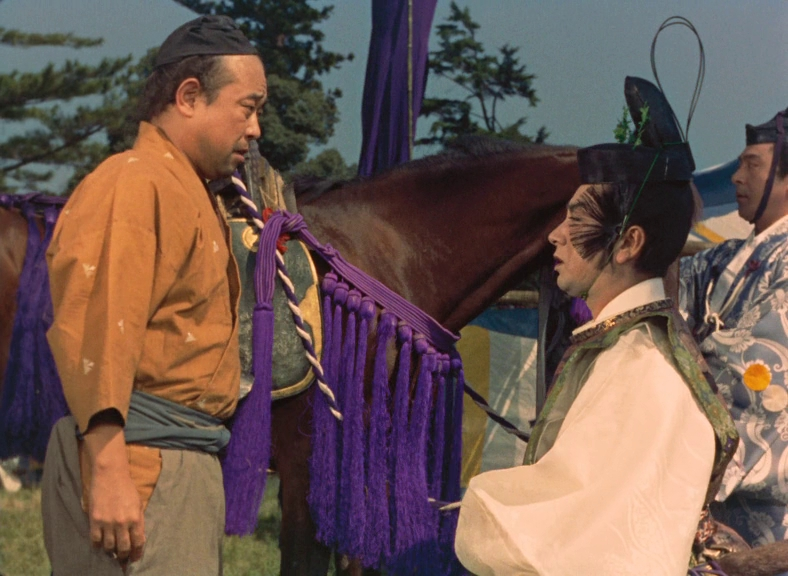
Taiji Tonoyama et Kazuo Hasegawa dans La Porte de l'enfer (1953).

- 1950 : Zoku Hebihime dōchū (続蛇姫道中?) de Keigo Kimura et Santarō Marune
- 1950 : L'Homme couvert de blessures (傷だらけの男, Kizu darake no otoko?) de Masahiro Makino
- 1950 : Jōgashima no ame (城ケ島の雨?) de Shigeo Tanaka
- 1950 : Hi no tori (火の鳥?) de Shigeo Tanaka
- 1950 : La Chauve-souris rouge (紅蝙蝠, Beni kōmori?) de Teinosuke Kinugasa
- 1951 : Ashura hangan (阿修羅判官?) de Kazuo Mori
- 1951 : Les Oiseaux migrateurs de la Lune (月の渡り鳥, Tsuki no wataridori?) de Teinosuke Kinugasa : Ginpei
- 1951 : Zenigata Heiji (銭形平次?) de Kazuo Mori : Zenigata Heiji
- 1951 : La Lune brillante et la lanterne tournante (名月走馬燈, Meigetsu sōmatō?) de Teinosuke Kinugasa
- 1951 : Le Roman de Genji (源氏物語, Genji monogatari?) de Kōzaburō Yoshimura : Hikaru Genji
- 1952 : Jirokichi derrière les barreaux (治郎吉格子, Jirōkichi kōshi?) de Daisuke Itō
- 1952 : L'Histoire secrète du château de Shura I (修羅城秘聞 双竜の巻, Shura-jō hibun: Sōryū no maki?) de Teinosuke Kinugasa : Momotarō
- 1952 : L'Histoire secrète du château de Shura II (続修羅城秘聞 飛竜の巻, Zoku Shura-jō hibun: Hiryū no maki?) de Teinosuke Kinugasa : Momotarō
- 1952 : Zenigata Heiji torimonohikae: Jigoku no mon (銭形平次捕物控 地獄の門?) de Kazuo Mori : Zenigata Heiji
- 1952 : Furisode kyōjo (振袖狂女?) de Kimiyoshi Yasuda
- 1952 : La Légende du grand bouddha (大仏開眼, Daibutsu kaigen?) de Teinosuke Kinugasa : Kunihito Tateto
- 1952 : Les Bateaux et la vie élégante (風雲千両船, Fūun senryōsen?) de Hiroshi Inagaki
- 1953 : Zenigata Heiji torimonohikae: Karakuri yashiki (銭形平次捕物控 からくり屋敷?) de Kazuo Mori : Zenigata Heiji
- 1953 : Hana no kōdōkan (花の講道館?) de Kazuo Mori
- 1953 : Le Trône du maître de nô (獅子の座, Shishi no za?) de Daisuke Itō : Yagorō Hōshō
- 1953 : La Porte de l'enfer (地獄門, Jigokumon?) de Teinosuke Kinugasa : Moritō Enda
- 1953 : Hanjiro Omatsuri (お祭半次郎, Omatsuri Hanjirō?) de Hiroshi Inagaki : Hanjiro Kotani
- 1953 : Zenigata Heiji torimonohikae: Kin'iro no ōkami (銭形平次捕物控 金色の狼?) de Kazuo Mori : Zenigata Heiji
- 1954 : La Maison hantée (お菊と播磨, Okiku to Harima?) de Daisuke Itō
- 1954 : Yoidore nitōryū (酔いどれ二刀流?) de Kazuo Mori
- 1954 : L'Épée brillante (花の長脇差, Hana no nagadosu?) de Teinosuke Kinugasa
- 1954 : Shirazu no Yatarō (知らずの弥太郎?) de Kazuo Mori
- 1954 : Le Gouverneur en furie (鉄火奉行, Tekka bugyō?) de Teinosuke Kinugasa
- 1954 : Les Amants crucifiés (近松物語, Chikamatsu monogatari?) de Kenji Mizoguchi : Mohei
- 1955 : Nanatsu no kao no Ginji (七つの顔の銀次?) de Kenji Misumi
- 1955 : Combien de fois, les roses (薔薇いくたびか, Bara ikutabika?) de Teinosuke Kinugasa : Yamamura
- 1955 : L'Amour de Tojuro (藤十郎の恋, Tōjūrō no koi?) de Kazuo Mori : Tojuro Sakata
- 1955 : Nagasaki no yoru (長崎の夜?) de Kazuo Mori
- 1955 : Ore wa Tōkichirō (俺は藤吉郎?) de Kazuo Mori
- 1956 : Trois femmes autour de Yoshinaka (新平家物語 義仲をめぐる三人の女, Shin heike monogatari: Yoshinaka o meguru sannin no onna?) de Teinosuke Kinugasa : Yoshinaka Kisojiro
- 1956 : Zenigata Heiji torimonohikae: Shi bijin buro (銭形平次捕物控 死美人風呂?) de Bin Katō (ja) : Zenigata Heiji
- 1956 : Conte des chrysanthèmes tardifs (残菊物語, Zangiku monogatari?) de Kōji Shima
- 1956 : Zenigata Heiji torimonohikae: Hitohada kumo (銭形平次捕物控 人肌蜘蛛?) de Kazuo Mori : Zenigata Heiji
- 1956 : Tsukigata Hanpeita (月形半平太 花の巻 嵐の巻, Tsukigata Hanpeita: Hana no maki arashi no maki?) de Teinosuke Kinugasa : Hanpeita Tsukigata
- 1957 : Zenigata Heiji torimonohikae: Madara hebi (銭形平次捕物控 まだら蛇?) de Bin Katō (ja) : Zenigata Heiji
- 1957 : Le Roman de Genji - Ukifune (源氏物語 浮舟, Genji monogatari: Ukifune?) de Teinosuke Kinugasa
- 1957 : Zenigata Heiji torimonohikae: Megitsune yashiki (銭形平次捕物控 女狐屋敷?) de Bin Katō (ja) : Zenigata Heiji
- 1957 : Carnets secrets du détroit de Naruto (鳴門秘帖, Naruto hichō?) de Teinosuke Kinugasa
- 1958 : Zenigata Heiji torimonohikae: Hachinin no hanayome (銭形平次捕物控 八人の花嫁?) de Katsuhiko Tasaka (ja) : Zenigata Heiji
- 1958 : Edokko matsuri (江戸っ子祭?) de Kazuo Mori
- 1958 : La Vengeance des loyaux serviteurs (忠臣蔵, Chūshingura?) de Kunio Watanabe : Ōishi Kuranosuke
- 1958 : Hana no yūkyōden (花の遊侠伝?) de Kimiyoshi Yasuda
- 1958 : Nichiren to mōko daishūrai (日蓮と蒙古大襲来?) de Kunio Watanabe : Nichiren
- 1958 : Iga no suigetsu (伊賀の水月?) de Kunio Watanabe
- 1959 : Zenigata Heiji torimonohikae: Yuki onna no ashiato (銭形平次捕物控 雪女の足跡?) de Masaharu Matsumura : Zenigata Heiji
- 1959 : Kagerōgasa (かげろう笠?) de Kenji Misumi
- 1959 : La Femme et les pirates (女と海賊, Onna to kaizoku?) de Daisuke Itō : Shogoro Ozaki
- 1959 : Jirōchō Fuji (次郎長富士?) de Kazuo Mori : Shimizu no Jirocho
- 1959 : Contes fantastiques de Yotsuya (四谷怪談, Yotsuya kaidan?) de Kenji Misumi
- 1959 : Utamaro, peintre de femmes (歌麿をめぐる五人の女, Utamaro wo meguru gonin no onna?) de Keigo Kimura
- 1959 : Fūrai monogatari: Ninkyō hen (風来物語 仁侠篇?) de Kunio Watanabe

### Les années 1960
- 1960 : Futari no Musashi (二人の武蔵?) de Kunio Watanabe
- 1960 : Zenigata Heiji no torimonoko: Bijingumō (銭形平次捕物控 美人蜘蛛?) de Kenji Misumi : Zenigata Heiji
- 1960 : Ōeyama Shuten Dōji (大江山酒天童子?) de Tokuzō Tanaka : Shuten Dōji
- 1960 : Zoku Jirōchō Fuji (続次郎長富士?) de Kazuo Mori
- 1960 : Sannin no kaoyaku (三人の顔役?) d'Umetsugu Inoue
- 1960 : Kizu senryō (疵千両?) de Tokuzō Tanaka
- 1960 : Fūrai monogatari: Abare hisha (風来物語 あばれ飛車?) de Kunio Watanabe
- 1960 : Ippongatana dohyōiri (一本刀土俵入?) de Kimiyoshi Yasuda
- 1960 : Kyokaku harusame gasa (剣客春雨傘?) de Kunio Watanabe
- 1960 : San kyōdai no kettō (三兄弟の決闘?) de Shigeo Tanaka
- 1961 : Harekosode (晴小袖?) de Kimiyoshi Yasuda
- 1961 : Zenigata Heiji torimonobikae: Yoru no enma chō (銭形平次捕物控 夜のえんま帖?) de Kunio Watanabe : Zenigata Heiji
- 1961 : Sakurada mon (桜田門?) de Masateru Nishiyama
- 1961 : Mito Kōmon umi o wataru (水戸黄門海を渡る?) de Kunio Watanabe
- 1961 : Kuroi sandogasa (黒い三度笠?) de Masateru Nishiyama
- 1961 : Zenigata Heiji no torimonoko: Bijinzame (銭形平次捕物控 美人鮫?) de Kenji Misumi : Zenigata Heiji
- 1962 : Sabakareru Echizen no kami (裁かれる越前守?) de Tokuzō Tanaka
- 1962 : Nakayoshi ondo: Nippon ichi dayo (仲よし音頭 日本一だよ?) de Yoshio Inoue
- 1962 : Aoba-jō no oni (青葉城の鬼?) de Kenji Misumi
- 1962 : La Grande Muraille (秦・始皇帝, Shin shikōtei?) de Shigeo Tanaka
- 1963 : La Vengeance d'un acteur (雪之丞変化, Yukinojō henge?) de Kon Ichikawa : Yukinojo Nakamura / Yamitaro le voleur
- 1963 : Edo mujō (江戸無情?) de Masateru Nishiyama

## Distinctions

### Récompenses
- 1957 : prix Kan-Kikuchi
- 1965 : récipiendaire de la médaille au ruban pourpre
- 1984 : récipiendaire du prix d'honneur de la Nation